# ريك كوك (مهندس معماري)
ريك كوك (بالإنجليزية: Rick Cook)‏ هو مهندس معماري أمريكي، ولد في 1960.